# KENNEDY
KENNEDY（ケネディ）は1985年に泉陸奥彦を中心に結成された、プログレッシブ・ロックバンドである。

## 歴史
泉は1977年より小西健司と共にプログレッシブ・ロックバンド「DADA」で活動していたが、DADAを発展的解消後、そのスタイルを押し進めるべくKENNEDYを結成した。
1986年、1stアルバム「TWINKLING NASA」を発表。
DADAの音楽性を更に押し進めた、シンセサイザー中心のプログレッシブ・ロックであった。
ドラムの宇佐見斉が脱退し、元飢餓同盟の安田隆が加入。初期のプログレ色が弱まり、代わりにインプロビゼーションの要素が濃厚なジャズロックバンドとなっていく。
1987年、2ndアルバム『Kennedy!』を発表。このアルバムはライブアルバムで、泉のギター、伊藤のサックス、北岡のキーボード、安田のドラムが格闘するかのようにフレーズの応酬を繰り広げ、他のジャズロックバンドとは明らかに異質のスタイルを築き上げた。
1989年、北岡敦が交通事故により他界。バンドは終焉を迎えた。
1988年頃のライブでは、五十嵐久勝が度々ゲストとして登場し、『Twinkling NASA』の歌詞付きバージョンを歌っていた。このテイクは、後に泉が結成したMillplatのアルバム『same』で聞くことができる。また、元マリノの大谷礼文も時折、ゲスト参加し、泉との強烈なギターバトルを披露していた。
このバンドにはベーシストが居なかった。
初期は曲のスタイルがシンセサイザー中心であったため、不要との判断があった。しかし、安田加入以降、ライブにおけるベース不在が問題となった。結局、最後まで安田のパワー、テクニックに
対抗できるだけの技量を持ったベーシストは見つけられなかった。
ライブでは、北岡がシーケンサーを操作し、ベースラインを演奏していた。ただし、ゲストミュージシャンとKENNEDY以外の曲を演奏する際には、北岡がベースを担当していた。
2015年2月4日に、泉、安田、Wolliのトリオによる再結成アルバム「TRIANGLE MOTION」を発売。

## メンバー

### 1stアルバム参加メンバー
- 泉陸奥彦/ギター、シンセサイザー、コンピューター
- 伊藤宏二/サックス
- 宇佐見斉/ドラム
- 北岡敦(JuJu北岡)/キーボード
- 仙波基/キーボード
- 深見誠一/キーボード
- 太田由美/ボーカル

### 2ndアルバム参加メンバー
- 泉陸奥彦/ギター
- 伊藤宏二/サックス、キーボード
- 安田隆/ドラム
- 北岡敦(JuJu北岡)/キーボード

### 3rdアルバム参加メンバー
- 泉陸奥彦/ギター
- 安田隆/ドラム
- Wolli/キーボード

## ディスコグラフィー
- TWINKLING NASA　(1986年)
- Kennedy!　(1987年)
- TRIANGLE MOTION　(2015年)